# ブラッドリー・コリンズ
ブラッドリー・コリンズ（Bradley Collins, 1997年2月18日 - ）は、イングランド・サウサンプトン出身のサッカー選手。コヴェントリー・シティFC所属。ポジションはゴールキーパー。

## 経歴
サウサンプトンに生まれ、チェルシーFCに2010年に加入し、2013年夏には奨学金を受け取っている。2017年7月にはフットボールリーグ2のフォレストグリーン・ローヴァーズFCにレンタル移籍した。2018年8月31日、フットボールリーグ1のバートン・アルビオンFCに2019年1月までレンタル移籍した。その後、レンタル契約を半年延長し、バートン・アルビオンにシーズン終了まで残留した。
2019年6月19日、フットボールリーグ・チャンピオンシップのバーンリーFCと4年契約を結んだ。
2023年7月17日、コヴェントリー・シティFCに3年契約で移籍した。